# Nicolas Rimsky
Nicolas Rimsky, (in russo Николай Алекса́ндрович Римский?, Nikolaj Aleksandrovič Rimskij nato Nikolaj Aleksandrovič Kurmašov (Mosca, 1886 – Marsiglia, 1941), è stato un attore, regista e sceneggiatore russo naturalizzato francese.

## Filmografia

### Regista
- L'Échéance fatale, regia di Alexandre Volkoff (1921)
- Les Contes de mille et une nuits, regia di Viktor Turžanskij (1921)
- La Fille sauvage, regia di Henri Étiévant (1922)
- Nuit de carnaval
- Calvaire d'amour, regia di Viktor Turžanskij (1923)
- Ce cochon de Morin, regia di Viktor Turžanskij (1924)
- La Dame masquée (1924)
- La Cible (1924)
- Il caso del giurato Morestan (Gribouille), regia di Marc Allégret (1937)
- L'imboscata (Pièges), regia di Robert Siodmak (1939)
- Menaces..., regia di Edmond T. Gréville (1940)